# Герасимов, Василий Николаевич
Василий Николаевич Герасимов (бел. Васіль Мікалаевіч Герасімаў; род. 10 сентября 1975, Минск, Белорусская ССР, СССР) — белорусский государственный деятель.

## Биография
Родился 10 сентября 1975 года в Минске.
В 1997 году окончил юридический факультет Белорусского государственного университета по специальности «Правоведение», в 2014 году — Академию управления при Президенте Республики Беларусь по специальности «Государственное управление национальной экономикой».
Свою трудовую деятельность начал после окончания юрфака БГУ, в 1997 году. Тогда он работал главным специалистом отдела законодательства Управления законодательства и международных отношений Высшего Хозяйственного Суда Республики Беларусь. В 1999 году был назначен начальником этого отдела. В 2000 году был назначен на должность начальника Управления обеспечения надзора и обобщения судебной практики Высшего Хозяйственного Суда Республики Беларусь. В хозяйственном суде проработал до 2003 года, после чего начал работу в структурах Комитета государственного контроля. С 2003 по 2012 года — начальник главного экспертно-правового управления КГК, с 2012 по 2016 — Председатель КГК Гродненской области.
В 2016 году был назначен помощником Президента Республики Беларусь — главным инспектором по Брестской области, в 2017 году — помощником Президента Республики Беларусь — инспектором по Брестской области.
18 сентября 2018 года был назначен заместителем Председателя Комитета государственного контроля.
3 сентября 2020 был назначен исполняющим обязанности Председателя Комитета государственного контроля. 26 января 2021 года был назначен Председателем комитета. На следующий день Премьер-министр Белоруссии Роман Головченко представил коллективу Герасимова.

## Санкции
18 декабря 2023 года, из-за российского вторжения на Украину, Герасимов попал под санкции стран Евросоюза так как он «оказывает материальную поддержку правительству Российской Федерации, которое несёт ответственность за аннексию Крыма и дестабилизацию ситуации в Украине». Через несколько дней после этого к этому пакету санкций присоединилась Швейцария, а в феврале 2024 года – Северная Македония, Черногория, Албания, Украина, Республика Молдова и Босния и Герцеговина, Исландия, Лихтенштейн и Норвегия.

## Награды
- Орден Почёта (2016)[9],
- Медаль «За трудовые заслуги».